# Alphabetischer Katalog
Ein alphabetischer Katalog (kurz AK) ist ein Bibliothekskatalog, in dem die Katalogisate nach dem Anfangsbuchstaben des Urhebers oder des Titels alphabetisch sortiert werden. Da der Name des Urhebers und des Titels für die Ordnung des Katalogs verantwortlich sind und es sich dabei im bibliothekarischen Sinn um formale Gesichtspunkte handelt, werden alphabetische Kataloge auch als Nominalkatalog oder Formalkatalog bezeichnet.

## Beispiel nach RAK
Je nach bibliothekarischem Regelwerk sind die genauen Vorschriften zur Erstellung eines alphabetischen Katalogs unterschiedlich. Üblich ist – wie im Fall der Regeln für die alphabetische Katalogisierung (RAK) –, dass Publikationen nach dem Anfangsbuchstaben ihres Verfassers in den Katalog eingetragen werden. Ist als Urheber nicht ein Verfasser, sondern eine Körperschaft angegeben, so wird nach deren Namen eingetragen. Sowohl anonyme Schriften (ohne Urheber), wie auch Schriften mit mehr als drei Verfassern werden nach den RAK nicht unter dem Anfangsbuchstaben des Verfassers in den Katalog eingetragen, sondern unter dem Titel der Publikation, gegebenenfalls auch unter dem Namen einer an der Publikation beteiligten Körperschaft.

## Geschichte
Um Bücher in umfangreichen Bibliotheken auffindbar zu machen, wurden in mittelalterlichen Bibliotheken Inventare oder Standortverzeichnisse angelegt. Die Titelaufnahmen dieser Kataloge waren nach sachlichen Themengebieten geordnet. Um aber Werke, deren Titel dem Suchenden bekannt war, schneller auffinden zu können, hat man im 15. Jahrhundert begonnen, zusätzlich auch alphabetische Register zu führen. Selbständige Arbeitsinstrumente wurden die alphabetischen Kataloge dann erst im 19. Jahrhundert, als erstmals alphabetische Hauptkataloge entstanden und man für deren Erstellung bibliothekarische Regelwerke schuf.